# Cantone di Longuenesse
Il Cantone di Longuenesse è una divisione amministrativa dell'Arrondissement di Saint-Omer.
È stato costituito a seguito della riforma approvata con decreto del 24 febbraio 2014, che ha avuto attuazione dopo le elezioni dipartimentali del 2015.

## Composizione
Comprende i 7 comuni di:
- Arques
- Blendecques
- Campagne-lès-Wardrecques
- Hallines
- Helfaut
- Longuenesse
- Wizernes